# رالف كومستوك
رالف كومستوك (بالإنجليزية: Ralph Comstock) هو لاعب كرة قاعدة أمريكي، ولد في 24 نوفمبر 1890 في سيلفانيا في الولايات المتحدة، وتوفي في 13 سبتمبر 1966 في توليدو في الولايات المتحدة.

## وصلات خارجية
- رالف كومستوك على موقعبيزبول رفرنس.كوم (الدوري الرئيسي) (الإنجليزية)
- رالف كومستوك على موقعبيزبول رفرنس.كوم (الدوري الثانوي) (الإنجليزية)